# National Film Award/Bester Liedtext
Die Gewinner des indischen National Film Award der Kategorie Bester Liedtext (Best Lyrics) waren:
| Jahr | Liedtexter                               | Film                     | Sprache         |
| ---- | ---------------------------------------- | ------------------------ | --------------- |
| 1968 | Kannadasan                               | Kuzhanthaikkaga          | Tamilisch       |
| 1969 | Kaifi Azmi                               | Saat Hindustani          | Hindi           |
| 1971 | Prem Bhavan                              | Nanak Dukhiya Sab Sansar | Panjabi         |
| 1972 | Vayalar Ramavarma                        | Achannum Bappayum        | Malayalam       |
| 1974 | Sri Sri                                  | Alluri Seetharamaraju    | Telugu          |
| 1980 | Satyajit Ray                             | Hirak Rajar Deshe        | Bengalisch      |
| 1984 | Vasant Dev                               | Saaransh                 | Hindi           |
| 1985 | Vairamuthu                               | Muthal Mariyathai        | Tamilisch       |
| 1987 | Gulzar                                   | Ijaazat                  | Hindi           |
| 1988 | O. N. V. Kurup                           | Vaishali                 | Malayalam       |
| 1989 | Satarupa Sanyal                          | Chhandaneer              | Bengalisch      |
| 1990 | Gulzar                                   | Lekin                    | Hindi           |
| 1991 | K. S. Narasimha Swamy                    | Mysore Mallige           | Kannada         |
| 1992 | Vairamuthu                               | Roja                     | Tamilisch       |
| 1993 | Veturi Sundararama Murthy                | Mathru Devo Bhava        | Telugu          |
| 1994 | Vairamuthu                               | Karuththamma Pavithra    | Tamilisch       |
| 1995 | Amit Khanna                              | Bhairavi                 | Hindi           |
| 1996 | Javed Akhtar                             | Saaz                     | Hindi           |
| 1997 | Javed Akhtar                             | Border                   | Hindi           |
| 1998 | Javed Akhtar                             | Godmother                | Hindi           |
| 1999 | Vairamuthu                               | Sangamam                 | Tamilisch       |
| 2000 | Yusuf Ali Kechery Javed Akhtar           | Mazha Refugee            | Malayalam Hindi |
| 2001 | Javed Akhtar                             | Lagaan                   | Hindi           |
| 2002 | Vairamuthu                               | Kannathil Muthamittal    | Tamilisch       |
| 2003 | Suddala Ashok Teja                       | Tagore                   | Telugu          |
| 2004 | Pa. Vijay                                | Autograph                | Tamilisch       |
| 2005 | Barguru Ramchandrappa                    | Thaayi                   | Kannada         |
| 2006 | Swanand Kirkire                          | Lage Raho Munna Bhai     | Hindi           |
| 2007 | Prasoon Joshi                            | Taare Zameen Par         | Hindi           |
| 2008 | Anindya Chatterjee Chandril Bhattacharya | Antaheen                 | Bengalisch      |

Derzeit erhält der Gewinner einen Rajat Kamal und ein Preisgeld von 50.000 Rupien.